# Mobutyzm

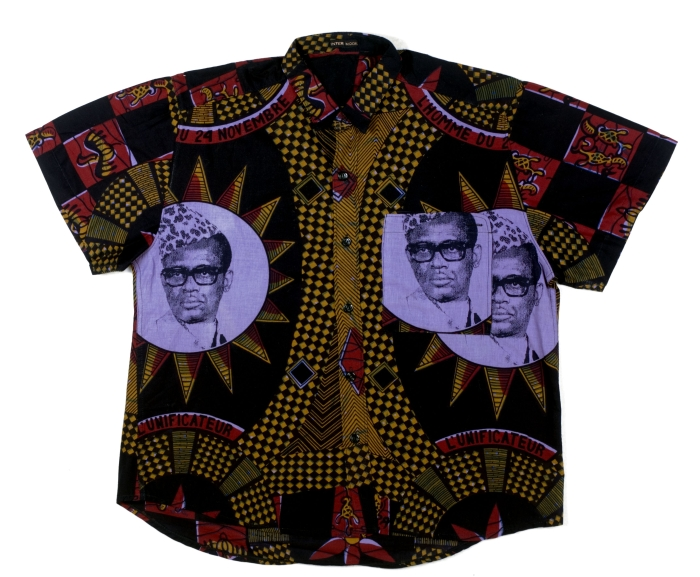
Koszula z wizerunkami Mobutu Sese Seko

Mobutyzm – totalitarna ideologia polityczna, wprowadzona przez prezydenta Demokratycznej Republiki Konga Mobutu Sese Seko. Mobutyzm eksponował kult własnej rasy oraz tradycyjną kulturę afrykańską, w której szukano natchnienia dla głoszonych poglądów. Głównym celem mobutyzmu była zmiana świadomości polityczno-społecznej mieszkańców Zairu oraz uniezależnienie się od obcego kapitału. Realizacja programu doprowadziła do wojny domowej, kryzysu gospodarczo-politycznego i obalenia rządów Mobutu.
Mobutyzm został oficjalnie wprowadzony 13 lipca 1974 roku, choć pierwsze działania nad zairianizacją państwa przeprowadzono już w 1971 roku.

## Zairianizacja
Jednym z celów mobutyzmu stała się „zairianizacja” państwa. W wyniku wprowadzenia ideologii, Demokratyczna Republika Konga zmieniła nazwę na Zair. Wszystkie miejscowości musiały zmienić nazwy na pierwotne (np. Leopoldville na Kinszasę). Obywatele musieli w 48 godzin zmienić imię i nazwisko.
W wyniku zmian, Joseph-Désiré Mobutu zmienił swoje imię na Mobutu Sese Seko Kuku Ngbendu wa za Banga (tłum z ngbandi: potężny wojownik, kroczący od triumfu do triumfu, pozostawiający za sobą zgliszcza).

## Monopartyjność
Ludowy Ruch Rewolucji został jedyną legalnie działającą partią polityczną. Mobutu Sese Seko wprowadził prawo, na mocy którego każdy nowo narodzony obywatel Zairu stawał się członkiem partii.

## Kult jednostki
Mobutyzm zakładał kult jednostki. Wizerunek dyktatora odzianego w skórę lamparta pojawiał się często w telewizji (pomimo niewielkiej liczby odbiorników wśród Kongijczyków), na licznych plakatach, obrazach w szkołach lub w odznakach przyczepianych do marynarek urzędników oraz do mundurków szkolnych. Powstała nowa waluta zair, gdzie na banknotach pojawił się dyktator.